# Seznam čestných občanů města Nové Město nad Metují
Seznam čestných občanů města Nové Město nad Metují je chronologický seznam osobností, které obdržely titul Čestné občanství města Nové Město nad Metují.
| Jméno                                | Udělení            | Povolání, popis zásluh |
| ------------------------------------ | ------------------ | --- |
| Tomáš Garrigue Masaryk (1850–1937)   | ?                  | první prezident Československa |
| Karel Klapálek (1893–1984)           | 2. listopadu 1946  | voják, legionář, armádní generál, narozen v Novém Městě nad Metují |
| Jan Milíč Lochman (1922–2004)        | 14. září 1991      | filozof, náboženský spisovatel, narozen v Novém Městě nad Metují |
| Jan Juránek (1910–1999)              | 27. října 1994     | pedagog, muzejník, archivář a regionální historik. Významně se zasloužil o vyhlášení Nového Města nad Metují v r. 1950 městskou památkovou rezervací. Uděleno za jeho významnou a nezištnou práci pro město |
| Vladimír Rocman (1923–2016)          | 2008               | malíř, ilustrátor, grafik, u příležitosti životního jubilea, narozen v Novém Městě nad Metují |
| Josef Sekyra (1928–2008)             | 2008               | geolog, horolezec, polárník, první Čechoslovák, který stanul na jižním pólu, za dlouholetou práci v obou a přínos pro město, narozen v Novém Městě nad Metují                                               |
| Vladimír Suchánek (1933–2021)        | 2008               | malíř a grafik, u příležitosti životního jubilea, narozen v Novém Městě nad Metují |
| Pavel Vašina (1939–2020)             | 2014               | první demokraticky zvolený starosta města po roce 1990 (ve funkci 1990–2002) |
| Bohumil Dvořáček(1922–1994)          | 2017               | pedagog, kronikář Nového Města nad Metují, autor publikace o dějinách českého horolezectví, v roce 1998 mu město vydalo obsáhlou práci Pohledy do minulosti Nového Města nad Metují                         |
| Josef Marian Bartoň - Dobenín (1942) | 2018               | restituent zámku v Novém Městě nad Metují, který nechal opravit a využívá jej ke kulturním a společenským účelům                                                                                            |
| Jaroslav Knittl (1922–1994)          | 2022 (in memoriam) | pedagog, římskokatolický duchovní. V roce 1991 inicioval obnovu Akademických týdnů v Novém Městě nad Metují.                                                                                                |
| Dana Němcová (1934–2023)             | 2023 (in memoriam) | psycholožka, signatářka Charty 77, dětství za druhé světové války prožila v Novém Městě nad Metují |